# Bretignolles-sur-Mer

 Bretignolles-sur-Mer  es una población y comuna francesa, en la región de Países del Loira, departamento de Vendée, en el distrito de Les Sables-d'Olonne y cantón de Saint-Gilles-Croix-de-Vie.

## Demografía
| 1303 | 1534 | 1920 | 2029 | 2165 | 2686 |
| Para los censos de 1962 a 1999 la población legal corresponde a la población sin duplicidades (Fuente: INSEE [Consultar]) |      |      |      |      |      |